# Aquelats
Els aquelats (Achelata gr. "sense pinces") són un infraordre de crustacis decàpodes del subordre Pleocyomata, proposat per Scholtz i Richter que, malgrat no tenir en un principi gaire acceptació, ha estat admesa a les darreres classificacions.
El nom deriva del fet que tots els membres d'aquest grup no tenen pinces, un tipus d'apèndixs que es troben en gairebé tots els altres decàpodes. Entre altres característiques cal destacar la grandària de les primeres antenes, i la forma especial de la larva fil·losoma.

## Taxonomia

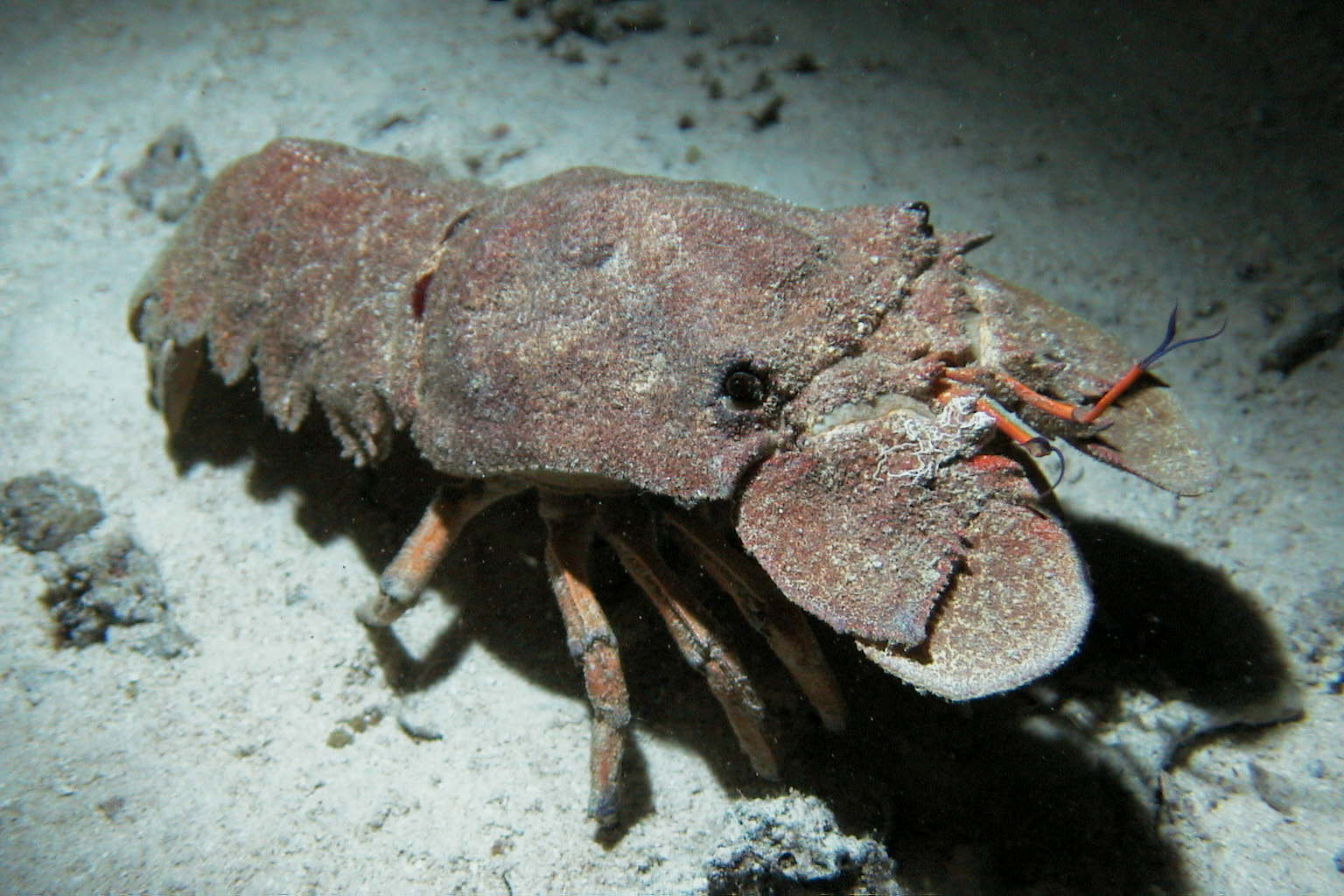
Cigala grossa, Scyllarides latus

Comprèn dues famílies:
- Família Palinuridae - llagostes
- Família Scyllaridae - cigales

.